# Dolgellau
Dolgellau – miasto w północno-zachodniej Walii, w hrabstwie Gwynedd, położone nad ujściem rzeki Arran do Wnion, u północnego podnóża góry Cadair Idris, na terenie parku narodowego Snowdonia. W 2011 roku liczyło 2688 mieszkańców.

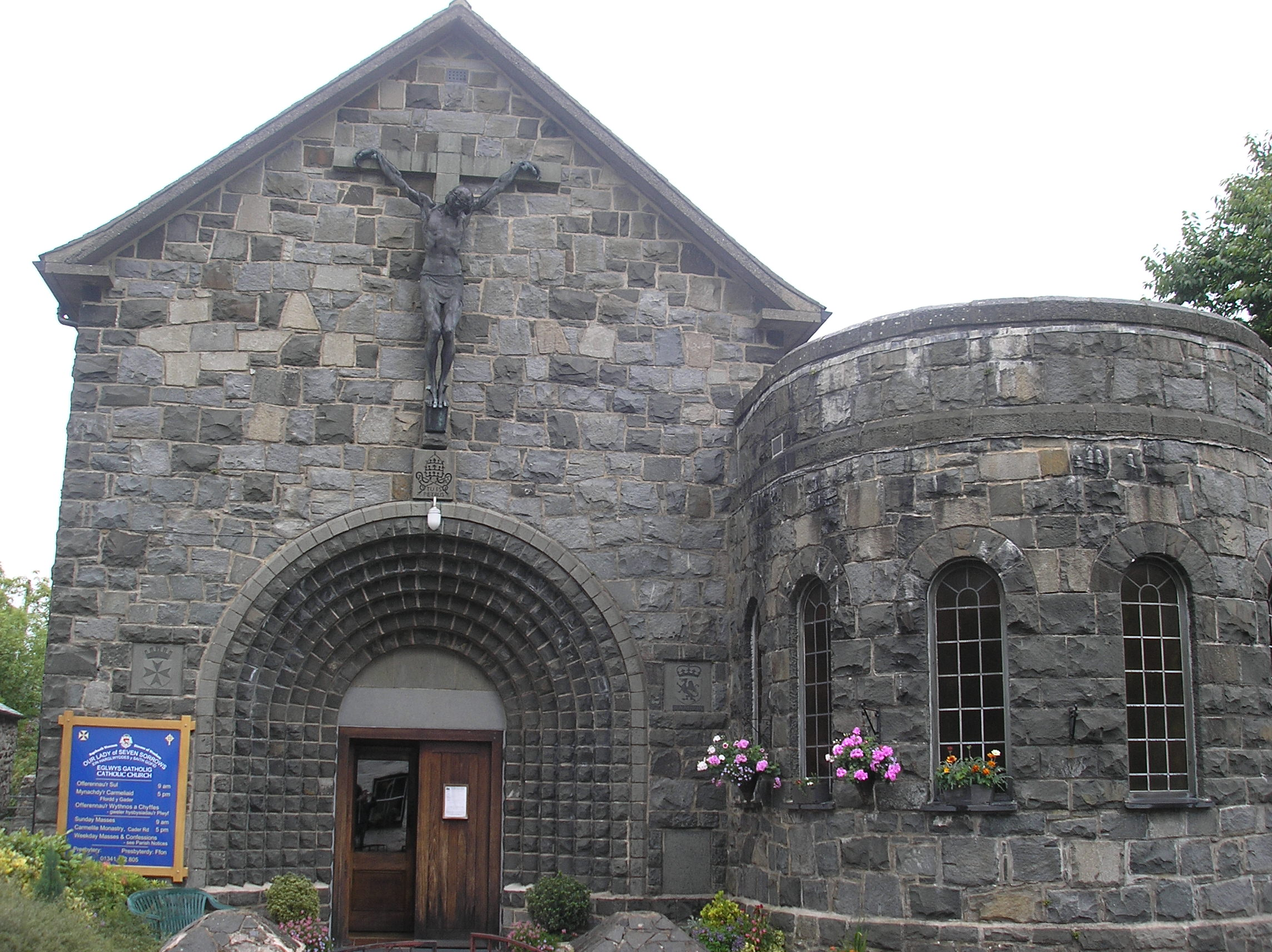
Posąg Chrystusa w kościele "Our Lady of Seven Sorrows", Dolgellau, Walia, autorstwa artysty Giannino Castiglioni, 1966

Miejscowość została założona prawdopodobnie na przełomie XI i XII wieku. Miasto było stolicą historycznego hrabstwa Merionethshire. Tradycyjnym zajęciem miejscowej ludności była produkcja wełny. W XVIII i XIX wieku w mieście rozwinęło się garbarstwo, miała tutaj też miejsce gorączka złota. Współcześnie Dolgellau stanowi bazę wypadową dla turystów odwiedzających park narodowy Snowdonia, choć istotną rolę nadal odgrywa rolnictwo.
W pobliżu znajdują się ruiny cysterskiego klasztoru Cymer Abbey.